# In Pine Effect
In Pine Effect es el tercer álbum de estilo IDM del músico Mike Paradinas es el que sigue a Bluff Limbo.

## Canciones
1. "Roy Castle" – 6:41
2. "Within a Sound" – 6:05
3. "Old Fun #1" – 7:04
4. "Dauphine" – 6:37
5. "Funky Pipecleaner" – 6:49
6. "Iced Jem" – 6:03
7. "Phiesope" – 6:03
8. "Mr. Angry" – 5:36
9. "Melancho" – 5:20
10. "Pine Effect" – 4:51
11. "Problematic" – 6:12
12. "Green Crumble" – 3:56

En el Reino unido este álbum tenía una canción extra llamada "The Wailing Song" después de la canción 2, el resto del álbum es idéntico.
- Datos: Q1648447